# Freiamt
Freiamt là một thị xã thuộc huyện Emmendingen, bang Baden-Württemberg, Đức. Đô thị này có diện tích 52,9 km², dân số thời điểm 31 tháng 12 năm 2020 là 4222 người.